# Vive la révolution
Pour les articles homonymes, voir VLR.

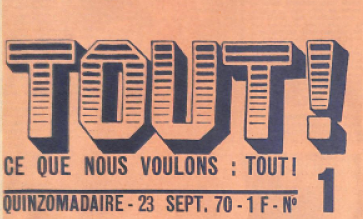
La manchette du n°1 de Tout ! publié par Vive la révolution.

Vive la révolution (VLR) est un groupe maoïste-libertaire,, qui succède en juillet 1969 à Vive le communisme, apparu en 1968, dirigé par Roland Castro et Tiennot Grumbach et fondé par 40 personnes, venant en majorité de l'UJC (ml) maoïste et du Mouvement du 22 mars de Nanterre. À la différence de nombreux groupes révolutionnaires marxistes-léninistes, VLR se distingua par son aspect festif et libertaire.

## Tout!
VLR se dote d'un journal homonyme, lequel devient bientôt Tout ! (sous-titré « Ce que nous voulons : tout »). Les 17 numéros publiés se signalent par une partie iconographique dominante et l'utilisation abondante d'à-plats d'encres de couleurs « psychédéliques » — usage issu de la presse underground britannique comme Oz —, qu'ils furent parmi les deux premiers, avec Actuel, à introduire en Europe continentale. Enfin, par un ton très libre et très virulent. Sont notamment abordés des thèmes polémiques pour l'époque, entre autres le féminisme radical et l'homosexualité « revendicative ».

## Personnalités marquantes
Parmi ses animateurs, il y eut l'architecte Roland Castro, l'écrivain militant de la cause homosexuelle Guy Hocquenghem, les sociologues féministes Nadja Ringart et Françoise Picq (qui participeront à la création du MLF en 1970), le futur diplomate François Bujon de l'Estang, Marc Hatzfeld, le futur préfacier et coauteur du Livre noir du communisme, Stéphane Courtois, et Jean-Paul Ribes, journaliste et futur président du Comité de soutien au peuple tibétain. 
Parmi les dessinateurs occasionnels, il y a Wolinski et Siné.
En 1971, lors de la répression d'une manifestation interdite par la préfecture, un des jeunes militants de VLR, Richard Deshayes, qui portait secours à une manifestante à terre, fut aveuglé et défiguré par une grenade lacrymogène tirée par les brigades spéciales d’intervention. La photo de sa figure ensanglantée fit la une de Tout ! et le tour de la France sous forme d'affiche.
VLR s'est autodissous en avril 1971 mais Tout ! a continué de paraître jusqu'au numéro de juillet.